# Caratê nos Jogos Pan-Americanos de 2019 - Até 84 kg masculino
A categoria até 84 kg masculino foi disputada nas competições do caratê nos Jogos Pan-Americanos de 2019, em Lima. Foi realizada no Polideportivo de Villa El Salvador no dia 10 de agosto.

## Calendário
Horário local (UTC-5).
| Data         | Horário | Fase          |
| ------------ | ------- | ------------- |
| 10 de agosto | 12:32   | Primeira fase |
| 10 de agosto | 16:40   | Semifinal     |
| 10 de agosto | 17:55   | Final         |

## Medalhistas
| Ouro   | USA Kamran Madani |
| Prata  | MEX Alan Cuevas   |
| Bronze | VEN Freddy Valera |

## Resultados

### Grupo 1
| Atleta           | Nação              | J | V | E | D | Pontos | Pontos | Pontos |
| Atleta           | Nação              | J | V | E | D | PF     | PC     | Dif    |
| ---------------- | ------------------ | - | - | - | - | ------ | ------ | ------ |
| Kamran Madani    | USA Estados Unidos | 3 | 3 | 0 | 0 | 7      | 0      | +7     |
| Alan Cuevas      | MEX México         | 3 | 2 | 0 | 1 | 6      | 3      | +3     |
| Juan Alen Macedo | URU Uruguai        | 3 | 1 | 0 | 2 | 6      | 8      | -2     |
| Mohamed Yussuf   | BOL Bolívia        | 3 | 0 | 0 | 3 | 0      | 8      | -8     |

|                        | Score |                      |
| ---------------------- | ----- | -------------------- |
| Juan Alen Macedo (URU) | 0-4   | Kamran Madani (USA)  |
| Alan Cuevas (MEX)      | 2-0   | Mohamed Yussuf (BOL) |
| Juan Alen Macedo (URU) | 2-4   | Alan Cuevas (MEX)    |
| Mohamed Yussuf (BOL)   | 0-2   | Kamran Madani (USA)  |
| Juan Alen Macedo (URU) | 4-0   | Mohamed Yussuf (BOL) |
| Kamran Madani (USA)    | 1-0   | Alan Cuevas (MEX)    |

### Grupo 2
| Atleta              | Nação         | J | V | E | D | Pontos | Pontos | Pontos |
| Atleta              | Nação         | J | V | E | D | PF     | PC     | Dif    |
| ------------------- | ------------- | - | - | - | - | ------ | ------ | ------ |
| Carlos Sinisterra a | COL Colômbia  | 3 | 2 | 1 | 0 | 4      | 0      | +4     |
| Freddy Valera       | VEN Venezuela | 3 | 2 | 0 | 1 | 4      | 3      | +1     |
| Esteban Espinoza    | ECU Equador   | 3 | 1 | 1 | 1 | 6      | 2      | +4     |
| Carlos Mendoza      | PER Peru      | 3 | 0 | 0 | 3 | 1      | 10     | -9     |

|                         | Score |                         |
| ----------------------- | ----- | ----------------------- |
| Carlos Mendoza (PER)    | 0-3   | Freddy Valera (VEN)     |
| Esteban Espinoza (ECU)  | 0-0   | Carlos Sinisterra (COL) |
| Carlos Mendoza (PER)    | 1-6   | Esteban Espinoza (ECU)  |
| Carlos Sinisterra (COL) | 3-0   | Freddy Valera (VEN)     |
| Carlos Mendoza (PER)    | 0-1   | Carlos Sinisterra (COL) |
| Freddy Valera (VEN)     | 1-0   | Esteban Espinoza (ECU)  |

### Finais
|  | Semifinais              | Semifinais              |   |  | Disputa do ouro     | Disputa do ouro |  |
|  |                         |                         |   |  |                     |                 |  |
|  |                         |                         |   |  |                     |                 |  |
|  | Kamran Madani (USA)     | 1                       |   |  |                     |                 |  |
|  | Freddy Valera (VEN)     | 0                       |   |  |                     |                 |  |
|  |                         |                         |   |  |                     |                 |  |
|  |                         |                         |   |  |                     |                 |  |
|  |                         |                         |   |  | Kamran Madani (USA) | 0               |  |
|  |                         | Carlos Sinisterra (COL) | 1 |  |                     |                 |  |
|  |                         |                         |   |  |                     |                 |  |
|  |                         |                         |   |  |                     |                 |  |
|  |                         |                         |   |  |                     |                 |  |
|  |                         |                         |   |  |                     |                 |  |
|  | Alan Cuevas (MEX)       | 1                       |   |  |                     |                 |  |
|  | Carlos Sinisterra (COL) | 2                       |   |  |                     |                 |  |

- a  Carlos Sinisterra, da Colômbia, foi desclassificado por violação de doping. [4]